# Peter Zakowski
Peter Zakowski (ur. 13 maja 1966 roku w Burgbrohl) – niemiecki kierowca wyścigowy.

## Kariera
Zakowski rozpoczął karierę w wyścigach samochodowych w 1986 roku od startów w Niemieckiej Formule 3. Z dorobkiem czternastu punktów uplasował się na czternastej pozycji w klasyfikacji generalnej. W tym samym roku nie ukończył wyścigu Grand Prix Monako Formuły 3. W późniejszych latach pojawiał się także w stawce Europejskiego Pucharu Formuły 3, Formuły 3 Euro Series, Grand Prix Makau, Formuły 3000, Deutsche Tourenwagen Masters, VLN Endurance, 24h Nürburgring oraz 24h Nürburgring Nordschleife.
W Formule 3000 Niemiec wystartował w dwóch wyścigach sezonu 1991 z włoską ekipą Crypton Engineering. Nigdy jednak nie zdobywał punktów. Został sklasyfikowany na 28 miejscu w końcowej klasyfikacji kierowców. W tym samym roku w Deutsche Tourenwagen Masters był 24.